# Gibson Blueshawk
Die Gibson Blueshawk ist eine mit zwei klassischen F-Löchern und zwei „Blues P90“-Single Coils ausgestattete E-Gitarre, die von der US-amerikanischen Firma Gibson zwischen 1996 und 2006 mit dem Anspruch hergestellt wurde, dem Blues eine besonders vielseitige Gitarre und einige neue Klangfarben zu geben.

## Konstruktion
Der Korpus der Blueshawk besteht aus einem Bodenteil aus Pappelholz mit hohlgefrästen Kammern und einer Decke aus Ahornholz mit zwei Schalllöchern in f-Form. Der eingeleimte Hals aus Mahagoni trägt ein Griffbrett aus Palisander mit rautenförmigen „Diamond“-Einlagen.
Die Gitarrensaiten werden (wie bei der Fender Stratocaster und der Fender Telecaster) durch den Gitarrenkorpus geführt, was der Gitarre einen Fender-ähnlichen Klang verleiht, der zudem durch die speziell entwickelten Single-Coil-Tonabnehmer vom Typ P-90 (hier Blues P-90 genannt, mit Alnico Poles anstelle von Barrenmagneten – ähnlich der Jazzmaster Pickups) und mit einer Dummy-Spule versehen (Rückseitig verbaut), welche nur in der Bridge- bzw. Neckposition aktiv ist, da die Middleposition durch den RWRP Neck Pickup humcancelling ist.
Darüber hinaus verfügt die Blueshawk über eine durch ein Potentiometer mit zusätzlicher Druckknopf-Funktion („Push-Pull-Poti“) aktivierbare und einen sechsstufigen Drehschalter steuerbare Varitone-Klangschaltung, bei der je nach Schalterstellung ein bestimmtes Frequenzspektrum des Tons ausgedünnt wird, wobei die erste Stellung des Varitone eine Bypass-Stellung ist (kein Einfluss auf den Grundsound) und die weiteren 5 Positionen den Ton immer weiter ausdünnen.

## Die „Blueshawk“ in der Musik
Die Gibson Blueshawk wurde vor allem für Blues, Country und Rock ’n’ Roll entwickelt. Der Rock’n’Roller Carl Perkins hat 1996 einen Prototyp der „Blueshawk“ erhalten. Sein Sun-Records-Kollege, der Rockabilly-, Blues- und Countryblues-Musiker Billy Lee Riley ist auf dem Cover und im Booklet seines 1997 für den Grammy nominierten Blues-Albums hot damn! mit der Gibson „Blueshawk“ zu sehen.
Eine eingeschworene „Blueshawk“-Gitarristin ist neben der Blues-Gitarristin Carolyn Wonderland auch die amerikanische Singer-Songwriterin Annie Gallup, die nicht nur am Cover ihres Albums Swerve, sondern auch auf vielen Konzertfotos mit der „Blueshawk“ zu sehen ist, die seit einem Jahrzehnt ihre Lieblings-E-Gitarre ist.
Im offiziellen Gibson-Katalog wurde die „Blueshawk“ mit einem Foto von Joe Walsh (Eagles) beworben, der sich lässig auf eine „Blueshawk“ stützt. Aber auch Robin Finck, der Lead-Gitarrist der amerikanischen Band Guns N’ Roses, hat eine „Blueshawk“ in seinem Gitarren-Arsenal.
Auch von der Fachkritik wurde die „Blueshawk“ einhellig gelobt:

„Ich habe seit langer Zeit keine Gibson- oder Gibson-ähnliche Gitarre gehört und gespielt, die soundlich derart frisch rüberkommt. Das Thinline-Konzept in Verbindung mit dem eingeleimten Hals und den spritzigen Blues-90-Pickups geht auch dank der ausgeklügelten ‚Dummy‘-Schaltung voll auf, die sechsfache Varitone-Schaltung ist eine mehr als effektive Dreingabe.“

## Modelle
Die „Blueshawk“ wurde in den Farben „Ebony“ (Schwarz), „Heritage Cherry“ (Kirschrot) und „Chicago Blue“ (Himmelblau) gefertigt und mit einem Gigbag ausgeliefert. Es gibt auch ein „Blueshawk“-Modell, das mit einem Vibratosystem ausgestattet ist. Als Zubehör war für die „Blueshawk“ ein Gitarrenkoffer von Gibson erhältlich.

## Epiphone-Nachbau
Im Frühjahr 2015 hat Epiphone mit der „Blueshawk Deluxe“ einen eigenen Nachbau der „Blueshawk“ in den Farben „Midnight Sapphire“, „Translucent Black“ und „Wine Red“ auf den Markt gebracht.

## Trivia
Es hat sich bald eine weltweite „Blueshawk“-Gemeinde gebildet, deren virtuelles Zentrum Tony Jones’ umfassende Blueshawk-Homepage ist, die so gut wie alle verfügbaren englischsprachigen Informationen über die „Blueshawk“ und ihre nächsten Verwandten versammelt. Schließlich ist die „Blueshawk“ eine Weiterentwicklung der Gibson Nighthawk, während die von B. B. King beworbene Gibson Little Lucille eine nobler ausgestattete, wesentlich veränderte Variante der „Blueshawk“ ist, bei der die Saiten nicht durch den Gitarrenkorpus geführt werden, sondern die gewohnte Gibson Tune-O-Matic-Brücke mit TP6-Saitenhalter (und Feinstimmern) verwendet wird.